# Atzeneta d'Albaida (kommun)
Atzeneta d'Albaida är en kommun i Spanien.   Den ligger i provinsen Província de València och regionen Valencia, i den östra delen av landet, 300 km sydost om huvudstaden Madrid. Antalet invånare är 1 229. Arean är 6,1 kvadratkilometer. Atzeneta d'Albaida gränsar till Muro del Alcoy.
Terrängen i Atzeneta d'Albaida är platt åt nordväst, men åt sydost är den kuperad.